# Stenaoplus filiformis
Stenaoplus filiformis är en stekelart som beskrevs av Heinrich 1938. Stenaoplus filiformis ingår i släktet Stenaoplus och familjen brokparasitsteklar. Inga underarter finns listade i Catalogue of Life.